# Vincent Bal
Vincent Bal (Gent, 25 februari 1971) is een Belgisch filmregisseur.
Vincent Bal trad als kind sinds zijn zesde jaar al op in musicals, films en televisiereeksen. Hij liep school aan het Koninklijk Lyceum te Gent. Daarna studeerde hij film aan de Sint-Lukas-hogeschool in Brussel van 1989 tot 1994. Hij maakte een aantal korte- en reclamefilms. Zijn bekendste kortfilm is The Bloody Olive (1996), naar een stripverhaal van Lewis Trondheim.
Zijn belangrijkste speelfilms tot nu toe waren Man van staal uit 1999 en Minoes uit 2001, naar een verhaal van Annie M.G. Schmidt. Deze laatste film kreeg in 2002 twee Gouden Kalveren.
Samen met Colette Bothof schreef en regisseerde hij de 26-delige animatiereeks Kika en Bob. Deze reeks werd eind 2007 voor het eerst vertoond op Ketnet en NPS.
In 2008 werkte Vincent Bal samen met scenariste Tamara Bos aan de verfilming van twee andere boeken van Annie M.G. Schmidt, Wiplala en Otje.
Sinds 2016 werkt Vincent Bal aan zijn kunstproject Shadowology. Hiervoor tekent hij doedels in de schaduwen die op zijn tekenpapier vallen. In 2017 verscheen er eveneens een boek met deze schaduwtekeningen. 

## Filmografie
- Sea Shadow (2020)
- Urbanus: De vuilnisheld (2019)
- Brabançonne (2014)
- Nono, het zigzagkind (2012)
- Kika en Bob (2007)
- 10 jaar leuven kort (2004)
- Minoes (2001)
- Man van staal (1999)
- Joli môme (1997)
- The Bloody Olive (1996)
- Tour de France (1994)
- Aan zee (1993)

## Televisiewerk
- Kika en Bob (stem Tijgertje) (2007)